# Richard Sainct
Richard Sainct (ur. 14 kwietnia 1970 w Saint-Affrique, zm. 29 września 2004), francuski motocyklista, specjalista rajdów terenowych.
Zaczynał od motocrossu, następnie zajmował się rajdami enduro (zdobył mistrzostwo Francji w 1989); od 1990 związany z rajdami terenowymi. Podpisał umowę z ekipą Kawasaki i debiutował w 1991 w Rajdzie Dakar (dawniej Paryż-Dakar); pierwszego startu nie ukończył. Jeździł także na motocyklach Honda (1995), KTM (1996–1998), BMW (1999–2000), ponownie KTM (od 2001). Trzykrotnie triumfował w rajdzie Dakaru (1999, 2000, 2003), wygrywał także inne rajdy terenowe – Rajd Atlasu (1997, 1998), Rajd Tunezji (1998, 1999), Rajd Maroka (2001, 2002), Rajd Egiptu (2002).
Został ciężko ranny w wypadku na trasie Rajdu Faraonów w Egipcie i zmarł w szpitalu. Zostawił żonę i dwoje dzieci.